# Guerra naval

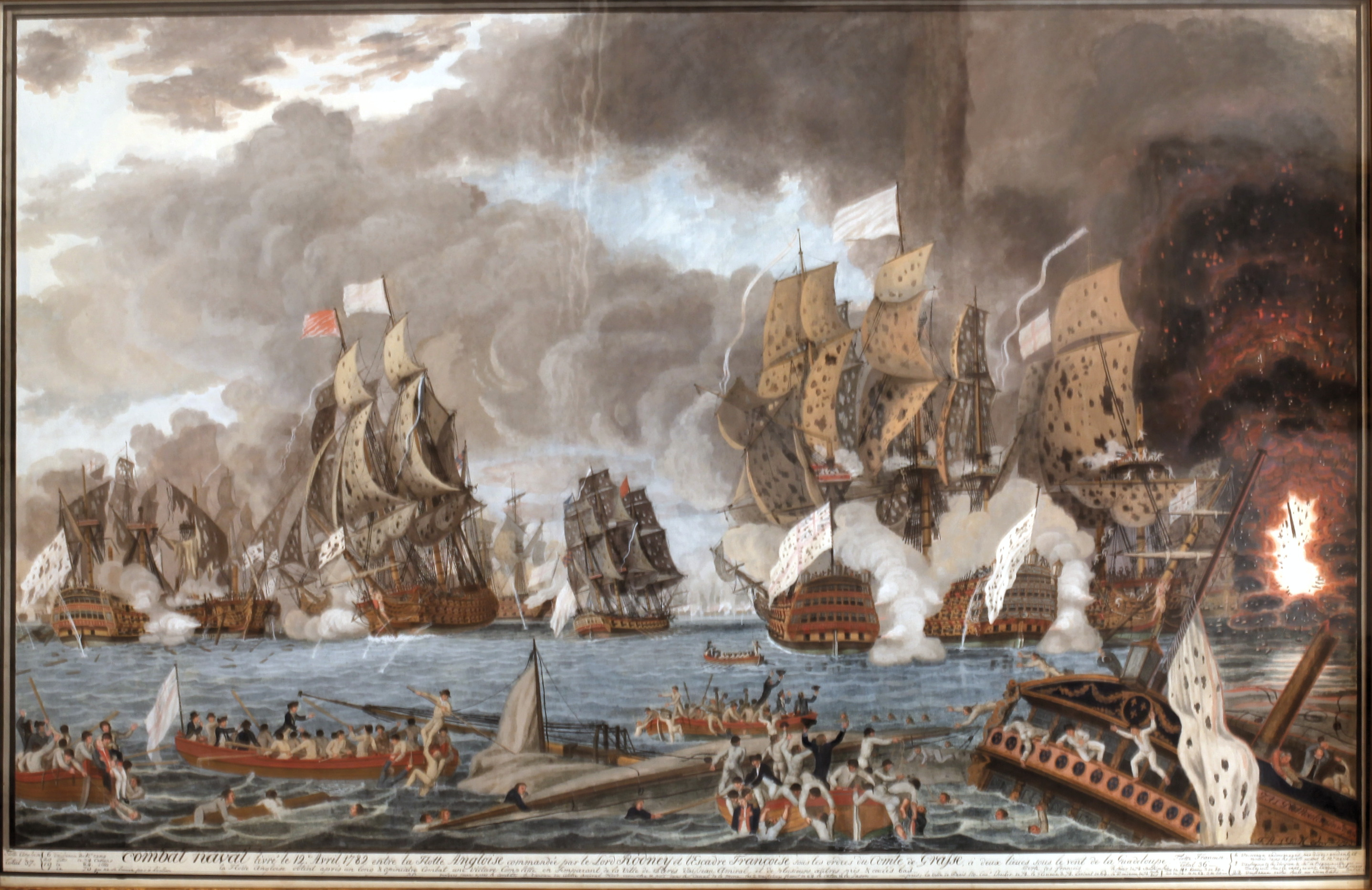
Batalha de Saintes, em 1782

A guerra naval é todo o combate decorrido nos mares, oceanos, ou noutras grandes superfícies aquáticas, tal como grandes lagos e rios de grande envergadura. Dela participam as forças armadas através de suas marinhas, guardas costeiras e aeronaves, artilharia de costa e mísseis baseados em terra, além de outros elementos dos exércitos e forças aéreas integrados às forças marítimas. Seu objetivo é conquistar o domínio do mar ou impedir que o inimigo o faça (negação do uso do mar), de forma a assegurar suas linhas de comunicação nesse ambiente ou projetar poder sobre terra. Historicamente as marinhas são associadas ao comércio e aos impérios.
Seu ambiente é tridimensional: há minas navais e submarinos abaixo da superfície e aviação acima. Ele pode ser classificado entre águas marrons (rios e estuários navegáveis), verdes (litorais) e azuis (alto-mar). A distância é um fator importante em todas, mas especialmente nas águas azuis, pois o oceano abrange cerca de três quartos do planeta e conecta todos os continentes. A configuração física dos corpos d'água só é crucial em águas marrons e verdes; os únicos obstáculos no mar aberto são ilhas ocasionais. Na ausência de obstáculos, os movimentos das forças navais são menos previsíveis. O mar não tem população própria e é opaco: mesmo com tecnologias de monitoramento modernas, pode ser difícil acompanhar uma força naval inimiga com precisão suficiente para o engajamento. Não se pode controlar um grande corpo d'água da mesma forma que se controla uma área terrestre, e não existem linhas de frente no mar.
As forças envolvidas formam o poder naval, que é o componente militar do poder marítimo, o conjunto dos recursos de um Estado para utilizar o mar e as águas interiores. Comparado ás forças militares em terra, o poder naval é concentrado num número relativamente pequeno de plataformas de combate (navios de guerra), cujo comando é também mais concentrado. Ele é móvel, tem grande capacidade de carga e é altamente dependente da tecnologia. A tecnologia de propulsão define as três grandes eras da história naval: das galés (remos), dos veleiros (o vento) e do vapor, ou era moderna. As táticas e armamentos partiram do abalroamento e abordagens para os duelos de artilharia naval e por fim, aos mísseis guiados.